# Віндерей (комуна)
Віндерей (рум. Vinderei) — комуна у повіті Васлуй в Румунії. До складу комуни входять такі села (дані про населення за 2002 рік):
- Бредешть (656 осіб)
- Валя-Лунге (386 осіб)
- Віндерей (1163 особи) — адміністративний центр комуни
- Гара-Докеняса (146 осіб)
- Гара-Телешман (186 осіб)
- Докань (683 особи)
- Докеняса (407 осіб)
- Обиршень (1096 осіб)

Комуна розташована на відстані 233 км на північний схід від Бухареста, 54 км на південь від Васлуя, 113 км на південь від Ясс, 82 км на північ від Галаца.

## Населення
За даними перепису населення 2002 року у комуні проживали 4723 особи.
Національний склад населення комуни:
| Національність | Кількість осіб | Відсоток |
| -------------- | -------------- | -------- |
| румуни         | 4722           | > 99,9%  |
| угорці         | 1              | < 0,1%   |

Рідною мовою назвали:
| Мова      | Кількість осіб | Відсоток |
| --------- | -------------- | -------- |
| румунська | 4722           | > 99,9%  |
| угорська  | 1              | < 0,1%   |

Склад населення комуни за віросповіданням:
| Релігія        | Кількість осіб | Відсоток |
| -------------- | -------------- | -------- |
| православні    | 4674           | 99,0%    |
| старообрядці   | 43             | 0,9%     |
| адвентисти     | 4              | 0,1%     |
| реформати      | 1              | < 0,1%   |
| греко-католики | 1              | < 0,1%   |